# 821

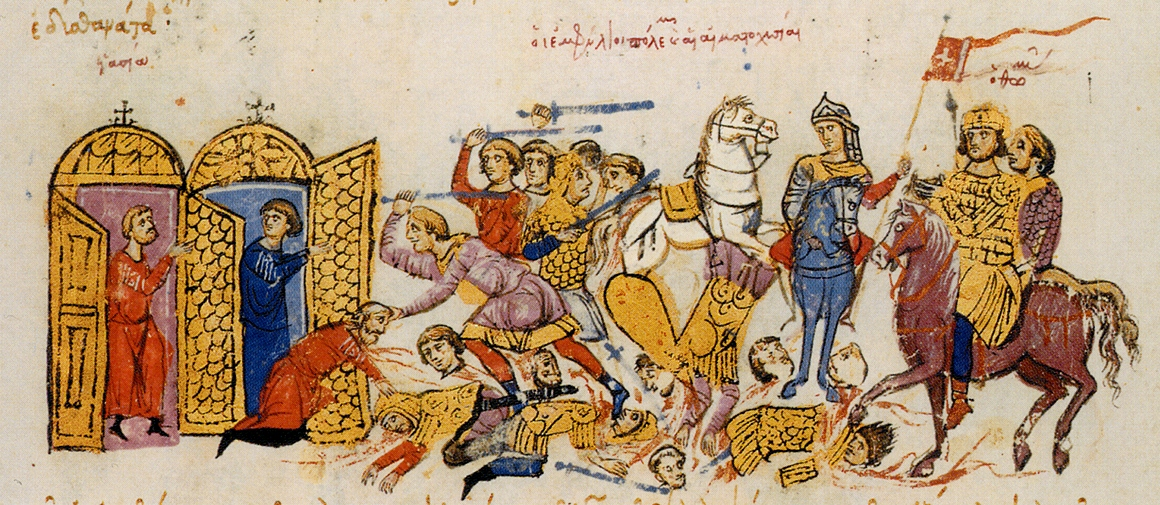
Thomas de Slaviër begint een opstand

Het jaar 821 is het 21e jaar in de 9e eeuw volgens de christelijke jaartelling.

## Gebeurtenissen

### Byzantijnse Rijk
- Winter - Thomas de Slaviër, een Byzantijnse generaal (tourmarchos), begint een opstand tegen keizer Michaël II. Hij verovert de vestingsteden in Anatolië en valt Syrië binnen. Thomas sluit een vredesverdrag met kalief Al-Ma'mun van het kalifaat van de Abbasiden en belegert Constantinopel.

### Brittannië
- Koning Coenwulf van Mercia overlijdt na een regeerperiode van 25 jaar en wordt opgevolgd door zijn broer Ceolwulf I. Hij heerst ook over de Angelsaksische koninkrijken Kent en East Anglia.

### Europa
- 15 november - Medekeizer Lotharius I, een zoon van Lodewijk de Vrome, treedt in Thionville (huidige Lotharingen) in het huwelijk met Irmgard, een dochter van Hugo van Tours.

### Arabië
- De Tahiriden-dynastie, in de Arabische provincie Khorasan (huidige oosten van Iran), wordt gesticht. De Tahiriden zijn ondergeschikt aan de Abbasiden in Bagdad.

### China
- Verdrag van Chang'an: Keizer Mu Zong sluit een vredesverdrag met het Tibetaanse Rijk tijdens de Chinese Tang-dynastie.

## Geboren
- Al-Moetawakkil, Arabisch kalief (waarschijnlijke datum)
- Gisela, dochter van Lodewijk de Vrome (waarschijnlijke datum)
- Moslim ibn al-Hajjaj, Perzisch schriftgeleerde (overleden 875)

## Overleden
- Benedictus van Aniane (76), Frankisch abt
- Coenwulf, koning van Mercia
- Theodulf, bisschop van Orléans